# Tam-tams du mont Royal
Pour les articles homonymes, voir Tam-Tam.

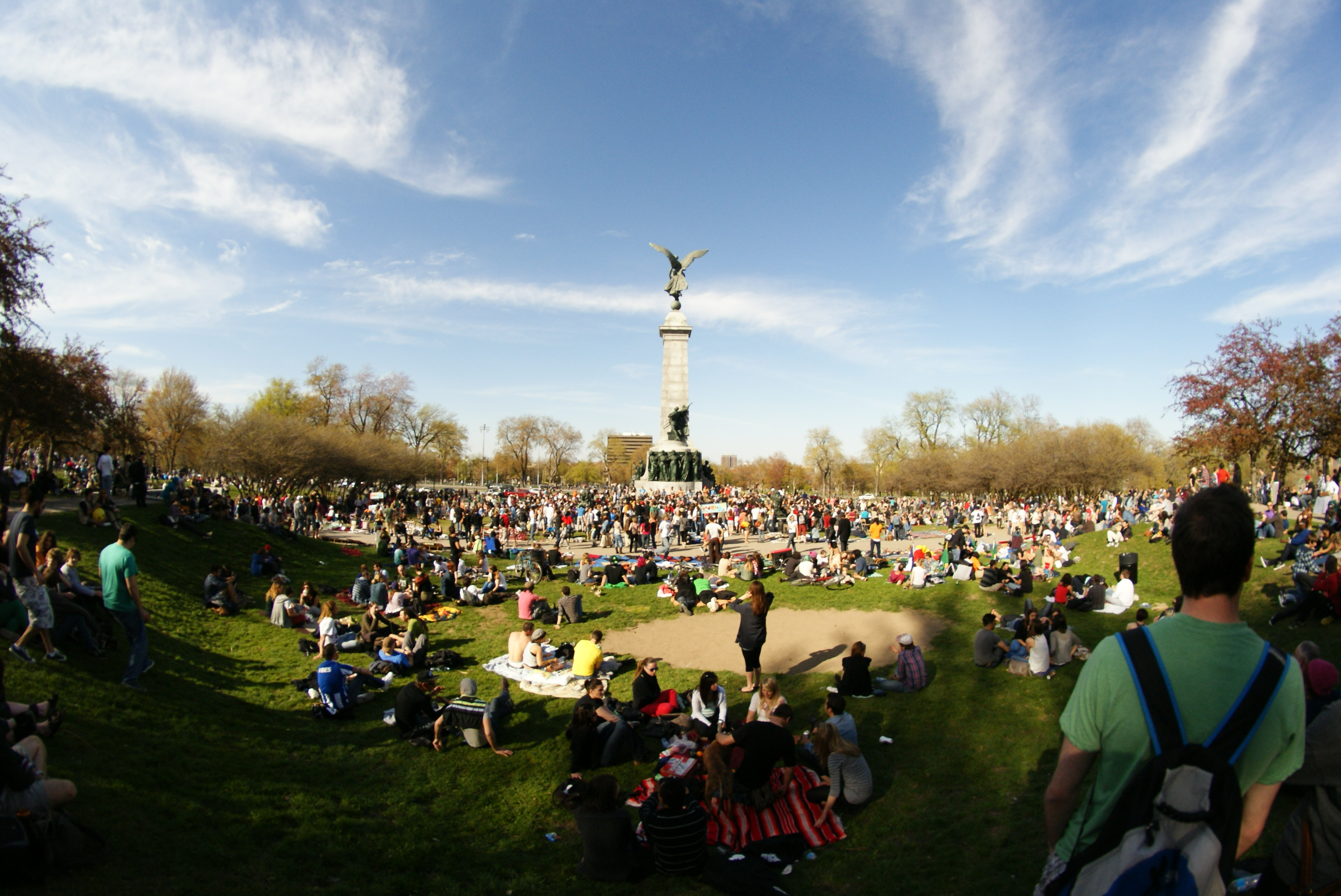
Tam-tams autour du monument à Sir George-Étienne Cartier.

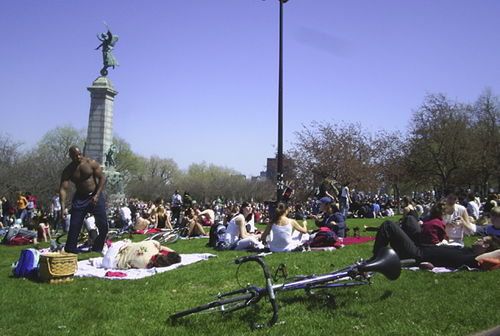
Les Tam-tams sur le mont Royal.

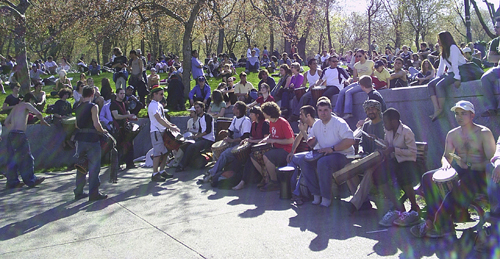
Près du centre des tam-tams.

Les Tam-tams du mont Royal est un événement ayant lieu à Montréal, au Québec chaque dimanche d'avril à octobre. De façon spontanée, des centaines de Montréalais et de visiteurs de toutes origines se rejoignent au pied du mont Royal, près du monument à Sir George-Étienne Cartier, afin de s'adonner à diverses activités de loisirs : pique-niquer, jouer au aki, au frisbee, danser au rythme des tam-tams, prendre le soleil, lire, jouer de la guitare, du tam-tam ou encore à des jeux de rôles médiévaux. Plusieurs artisans montréalais s'installent également aux abords des chemins pour vendre leurs marchandises. Les espaces de vente sont gérés par la Ville de Montréal.
Cet événement dominical est devenu l'un des symboles de la diversité et de la convivialité de Montréal. Quiconque le souhaite peut rejoindre les joueurs de tam-tam ou la foule environnante. Il arrive souvent que des dizaines allant à des vingtaines de percussionnistes d'instruments divers (djembés, bongos, congas, tambours, etc.) jouent en même temps, créant une ambiance festive très énergique et propice à la danse.
Ces rassemblements spontanés débutèrent en 1978. L'événement n'est organisé par aucune autorité ou groupe, même si quelques policiers et secouristes sont souvent présents afin d'assurer la sécurité du site.
Le site est également prisé par les amateurs des clubs dits after-hours et boîtes de nuit, qui s'y retrouvent souvent le matin après avoir passé la nuit à fêter.